# Quan hệ giữa tất nhiên và ngẫu nhiên

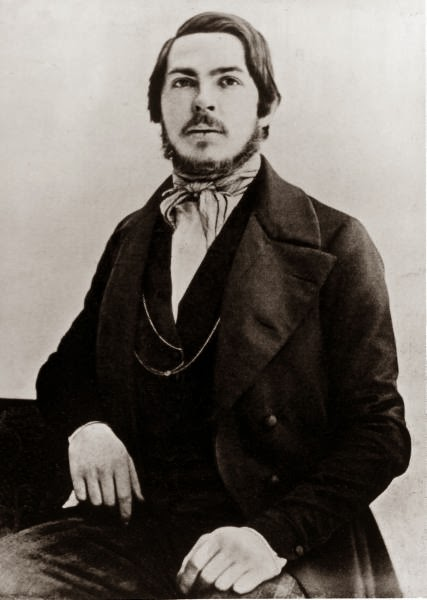
Ăngghen đã phát biểu về sự xuất hiện của các nhân vật lịch sử thông qua phạm trù tất nhiên và ngẫu nhiên, đây cũng là một trong những nét đặc sắc trong phương pháp luận của ông

Tất nhiên và ngẫu nhiên hay còn gọi là cái tất yếu và cái có thể (tiếng Anh: necessity và contingency) là một cặp phạm trù trong triết học và là một trong những nội dung của nguyên lý về mối liên hệ phổ biến dùng để chỉ mối quan hệ biện chứng giữa cái tất nhiên tức phạm trù chỉ cái do những nguyên nhân cơ bản bên trong của kết cấu vật chất quyết định và trong những điều kiện nhất định nó phải xảy ra như vậy với cái ngẫu nhiên một phạm trù chỉ cái không do mối liên hệ bản chất, bên trong kết cấu vật chất, bên trong sự vật quyết định mà do các nhân tố bên ngoài, do sự kết hợp nhiều hoàn cảnh bên ngoài quyết định và có thể xuất hiện, có thể không xuất hiện, có thể xuất hiện như thế này, hoặc có thể xuất hiện khác đi. Sự thống nhất giữa cái tất yếu và cái có thể đã được Engels đề cập đến trong tác phẩm của ông.

## Ngữ nghĩa
Thuật ngữ "ngẫu nhiên" ở đây được dùng theo nghĩa "không do mối liên hệ bản chất, bên trong kết cấu vật chất, sự vật quyết định mà lại do các nhân tố bên ngoài, do sự ngẫu hợp của nhiều hoàn cảnh bên ngoài quyết định", còn có thể hiểu là tính chất "tùy cơ". Nội hàm như vậy hơi khác với nghĩa thông dụng của từ "ngẫu nhiên" trong tiếng Việt hiện đại là "xảy ra không thể dự đoán được".

## Mối quan hệ

### Tính khách quan
Tất nhiên và ngẫu nhiên đều tồn tại khách quan, độc lập với ý thức của con người và đều có vị trí nhất định đối với sự phát triển của sự vật. Trong quá trình phát triển của sự vật không phải chỉ có cái tất nhiên mới đóng vai trò quan trọng mà cả tất nhiên và ngẫu nhiên đều có vai trò quan trọng. Nếu cái tất nhiên có tác dụng chi phối sự phát triển của sự vật thì cái ngẫu nhiên có tác dụng làm cho sự phát triển của sự vật diễn ra nhanh hoặc chậm.
Cái tất nhiên bao giờ cũng vạch đường đi xuyên qua vô số cái ngẫu nhiên, còn cái ngẫu nhiên là hình thức của tất nhiên, đồng thời là cái bổ sung của tất nhiên, làm cho cái tất nhiên được bộc lộ một cách sinh động, cụ thể.
| “          | Ở đâu mà cái ngẫu nhiên hình như tác động ngoài mặt thì ở đấy bao giờ tính ngẫu nhiên ấy cũng phải phục tùng những quy luật nội tại ẩn giấu. Toàn bộ vấn đề chỉ là phát hiện những quy luật đó | ” |
| — Ăng-ghen | |   |

### Tính phi thuần túy
Tất nhiên và ngẫu nhiên đều tồn tại, nhưng chúng không tồn tại biệt lập dưới dạng thuần túy cũng như không có cái ngẫu nhiên thuần túy. Tất nhiên và ngẫu nhiên tồn tại trong sự thống nhất hữu cơ với nhau. Sự thống nhất hữu cơ này thể hiện ở chỗ: cái tất nhiên bao giờ cũng thể hiện sự tồn tại của mình thông qua vô số cái ngẫu nhiên. Còn cái ngẫu nhiên là hình thức biểu hiện của cái tất nhiên, đồng thời là cái bổ sung cho cái tất nhiên.
Ăng-ghen đã khái quát mối quan hệ này bằng kiến giải về sự xuất hiện của các nhân vật lịch sử: 
| “        | Sự xuất hiện các nhân vật xuất sắc trong lịch sử là tất nhiên do nhu cầu xã hội phải giải quyết những nhiệm vụ chín muồi của lịch sử tạo nên. Nhưng nhân vật đó là ai lại không phải là cái tất nhiên, vì cái đó không phụ thuộc trực tiếp vào tiến trình chung của lịch sử. Nếu gạt bỏ nhân vật này thì nhân vật khác sẽ xuất hiện, thay thế. Người thay thế này có thể tốt hơn hoặc xấu hơn, nhưng cuối cùng nhất định nó phải xuất hiện. | ” |
| — Engels | |   |

Trong những thư từ trao đổi về triết học, Ăng-ghen cũng ghi nhận rằng:
Cái tất yếu như là khuynh hướng chung của sự phát triển và khuynh hướng đó không tồn tại thuần túy, biệt lập, mà được thể hiện dưới hình thức cái ngẫu nhiên. Cái ngẫu nhiên cũng không tồn tại thuần túy mà luôn là hình thức thể hiện của cái tất nhiên. Trong cái ngẫu nhiên ẩn giấu cái tất yếu.
| “          | Cái mà người ta quả quyết là tất yếu thì lại hoàn toàn do những cái ngẫu nhiên thuần túy cấu thành, và được gọi là ngẫu nhiên lại là hình thức trong đó ẩn nấp cái tất yếu | ” |
| — Ăng-ghen | |   |

Các Mác đánh giá vai trò của nhân tố ngẫu nhiên trong tiến trình lịch sử, ông cho rằng Lịch sử sẽ mang tính chất thần bí nếu tất cả những cái ngẫu nhiên không có tác dụng gì cả. Những ngẫu nhiên này chính là một bộ phận trong tiến tình chung và sự phát triển diễn ra nhanh hay chậm phụ thuộc vào cái ngẫu nhiên, kể cả những cái ngẫu nhiên rất nhỏ. Thí dụ như: cá tính của những người lúc đầu lãnh đạo phong trào

### Chuyển hóa lẫn nhau
Tất nhiên và ngẫu nhiên có thể chuyển hóa cho nhau. Tất nhiên và ngẫu nhiên không nằm yên ở trạng thái cũ mà thay đổi cùng với sự thay đổi của sự vật và trong những điều kiện nhất định tất nhiên có thể chuyển hóa thành ngẫu nhiên và ngược lại. 
Thí dụ: việc trao đổi vật này lấy vật khác trong xã hội công xã nguyên thủy lúc đầu chỉ là việc ngẫu nhiên. Vì khi đó lực lượng sản xuất thấp kém, mỗi công xã chỉ sản xuất đủ cho riêng mình dùng, chưa có sản phẩm dư thừa. Nhưng về sau, nhờ có sự phân công lao động, kinh nghiệm sản xuất của con người cũng được tích lũy. Con người đã sản xuất được nhiều sản phẩm hơn, dẫn đến có sản phẩm dư thừa. Khi đó sự trao đổi sản phẩm trở nên thường xuyên hơn và biến thành một hiện tượng tất nhiên của xã hội.
Sự chuyển hóa giữa tất nhiên và ngẫu nhiên còn thể hiện ở chỗ, khi xem xét trong mối quan hệ này, thông qua mặt này thì sự vật, hiện tượng đó là cái ngẫu nhiên, nhưng khi xem xét trong mối quan hệ khác, thông qua mặt khác thì sự vật, hiện tượng đó lại là cái tất yếu. Như vậy ranh giới giữa tất nhiên và ngẫu nhiên chỉ có ý nghĩa tương đối, không nên quá cứng nhắc khi xem xét sự vật, hiện tượng.

## Mối tương quan
Phạm trù tất nhiên có quan hệ với phạm trù "cái chung", "nguyên nhân", tính quy luật, nhưng không đồng nhất với những phạm trù đó. Cái tất yếu là cái chung, nhưng không phải mọi cái chung đều là tất yếu. Nếu cái chung được quyết định bởi bản chất nội tại của sự vật, khi đó cái chung gắn liền với cái tất nhiên, là hình thức thể hiện của cái tất nhiên. Nếu cái chung không được quyết định bởi bản chất nội tại, mà chỉ là những sự lặp lại một số những thuộc tính khác ổn định nào đấy của sự vật, khi đó cái chung là hình thức thể hiện của cái ngẫu nhiên.
Và không phải chỉ có cái tất nhiên mới có nguyên nhân, mà cả ngẫu nhiên và tất nhiên đều có nguyên nhân. Đồng thời cũng không nên cho những hiện tượng con người chưa nhận thức được nguyên nhân là hiện tượng ngẫu nhiên, còn những hiện tượng con người đã nhận thức được nguyên nhân và chi phối được nó là cái tất nhiên. Tất nhiên và ngẫu nhiên đều có quy luật, những quy luật quy định sự xuất hiện cái tất nhiên khác với quy luật quy định sự xuất hiện cái ngẫu nhiên.

## Ý nghĩa phương pháp luận
Triết học Mác-Lenin đã rút ra một số kết luận về phương pháp luận khi giải quyết mối quan hệ giữa tất nhiên và ngẫu nhiên:
- Trong hoạt động thực tiễn phải dựa vào cái tất nhiên, mà không thể dựa vào cái ngẫu nhiên vì cái tất nhiên gắn với bản chất của sự vật, cái nhất định xảy ra theo quy luật nội tại của sự vật, còn cái ngẫu nhiên là cái không gắn với bản chất nội tại của sự vật, nó có thể xảy ra, có thể không. Tuy vậy cũng không được bỏ qua hoàn toàn cái ngẫu nhiên vì cái ngẫu nhiên tuy không chi phối sự phát triển của sự vật, nhưng nó có ảnh hưởng đến sự phát triển của sự vật, đôi khi còn có thể ảnh hưởng rất sâu sắc. Do vậy, trong hoạt động thực tiễn, ngoài phương án chính (phương án 1), người ta thấy có phương án hành động dự phòng (phương án 2) để chủ động đáp ứng những sự biến ngẫu nhiên có thể xảy ra.
- Muốn nhận thức được cái tất nhiên phải thông qua việc nghiên cứu, phân tích so sánh rất nhiều cái ngẫu nhiên vì cái tất nhiên không tồn tại thuần túy mà bộc lộ qua vô vàn cái ngẫu nhiên và vì không phải cái chung nào cũng là cái tất yếu, nên khi nghiên cứu cái ngẫu nhiên không chỉ dừng lại ở việc tìm ra cái chung, mà cần phải tiến sâu hơn nữa mới tìm ra cái chung tất yếu.[13][14]
- Trong nhận thức cũng như trong hoạt động thực tiễn, không được xem nhẹ, bỏ qua cái ngẫu nhiên, mặc dù nó không quyết định xu hướng phát triển của sự vật vì cái ngẫu nhiên trong điều kiện nhất định có thể chuyển hóa thành cái tất nhiên. Ăng-ghen nhận định rằng: Việc quy định tất cả mọi hiện tượng về tất nhiên, phủ nhận sự tồn tại khách quan của ngẫu nhiên về thực chất không phải là nâng ngẫu nhiên lên trình độ tất nhiên mà là hạ tất nhiên xuống trình độ ngẫu nhiên.[15] Ông cũng phê phát chủ nghĩa siêu hình và cho rằng: Đối với các nhà duy vật này (DV Siêu hình), một vật nào đó chỉ có thể hoặc là tất nhiên, hoặc là ngẫu nhiên chứ không thể vừa cái này, vừa cái kia. Vậy là tất nhiên và ngẫu nhiên chỉ tồn tại bên cạnh nhau trong tự nhiên mà thôi.[16]